# Congreso de los Pueblos
Congreso de los Pueblos fue un movimiento político y social colombiano de izquierda que agrupa diferentes sectores y actores sociales. Según su página web, contribuye a la construcción de una propuesta de "país para la vida digna y con justicia social en Colombia" desde su lanzamiento, en 2010, ha tenido un destacado papel en las movilizaciones sociales llevadas a cabo en dicho país, en especial en los paros agrarios de 2013, 2014 y 2016.

## Historia
Entre el 8 y 12 de octubre de 2010 en la Universidad Nacional de Colombia sede Bogotá se congregaron miles de personas en lo que sería la instalación  del movimiento político y social congreso de los pueblos
, durante el evento, al que asistieron campesinos, indígenas, negros, mujeres, pobladores urbanos, sindicalistas, estudiantes y jóvenes de todo el país, definieron su agenda legislativa de trabajo y dieron puntadas a lo que sería su propuesta política consignada en lo que llamaron mandatos. El 12 de octubre con una multitudinaria marcha y concierto en la plaza de Bolívar en Bogotá se dio por instalado el Congreso de los pueblos.
Para 2011 en la Universidad del Valle, en Cali, se congregaron nuevamente gran cantidad de personas para mandatar sobre uno de los ejes temáticos: Tierras territorios y soberanías. Encuentro del cual surge el primer mandato construido por los congresistas populares se reunieron cerca de 15000 personas principalmente pobladores rurales del suroccidente colombiano quienes plasmaron sus propuestas en relación con ordenamiento territorial urbano y rural, tierras, aguas y costas entre otros temas.
En el año 2013 y nuevamente en la ciudad de Bogotá se desarrolló el tercer encuentro de gran magnitud del Congreso de los pueblos al que le dieron el nombre de Congreso para la paz y que reunió, una vez más, en la ciudad universitaria a cerca de 20.000 personas quienes abordaron específicamente la temática de la paz en Colombia, valorando positivamente los avances en la negociación con las FARC-EP y exigiendo la apertura de mesas de negociación con otras organizaciones insurgentes como el ELN y el EPL, de este encuentro el congreso mandata que la "Paz son cambios" y requiere transformaciones económicas políticas y sociales en el país. El congreso para la paz culmina con la aprobación de la declaración final el 22 de abril de 2013.

## Ejes y sectores
- Sindical
- Educación
- Género y diversidades
- Juventud
- Campesinos
- Afrodescendientes
- Pobladores urbanos
- Cultura
- Derechos humanos
- Comunicaciones
- Ambiental
- Indígenas
- Fuerzas políticas
- Presos y presas políticas
- Paz

## Estructura Organizativa
En sus 6 años de vida el Congreso de los pueblos ha creado una estructura organizativa dinámica y participativa, por medio de congresos generales, temáticos y comisiones políticas que se ven reflejadas en sus espacios de coordinación regionales sus comisiones de trabajo. 
Coordinaciones regionales: el Congreso de los pueblos para facilitar su articulación de lo local y regional a lo nacional y viceversa, ha creado 8 coordinaciones regionales (llamados capítulos) en Colombia, más dos coordinaciones internacionales, además de 6 comisiones de trabajo.

### Capítulos regionales
- Centro oriente:[5] agrupa los procesos sociales del Congreso de los pueblos en los departamentos de Arauca, Casanare, Meta, Boyacá y Vichada y, la ciudad de Bogotá. Su fuerza más importante es el Movimiento Político de Masas Social y Popular del Centro Oriente Colombiano. Fue instalado como capítulo regional del Congreso de los pueblos en la ciudad de Yopal, Casanare en marzo de 2014 con la participación de más de 3000 personas.[6][7]

- Caribe:[8] Agrupa los procesos sociales del Congreso de los pueblos en los departamentos de Atlántico, Bolívar, Magdalena y Guajira, la instalación de este capítulo se llevó a cabo en la ciudad de Barranquilla a finales del mes de junio de 2016.

- Centro:[9] Agrupa los procesos sociales del Congreso de los pueblos en los departamentos de Tolima y Cundinamarca, así como la ciudad de Bogotá, Su instalación como capítulo regional del congreso de los pueblos se dio en abril de 2016 y participaron cerca de 300 delegados de diferentes organizaciones sociales y populares.

- Sur occidente:[10] Agrupa los procesos sociales del Congreso de los pueblos en los departamentos de Valle del Cauca, Cauca, Nariño y Huila, posee una gran fortaleza política y una gran capacidad de movilización, su instalación como capítulo regional, que llevó el nombre de Genaro García, fue la última semana de agosto de 2015 y reunió cerca de 2000 personas en el municipio de Piendamó departamento del Cauca,[11][12] entre sus procesos organizativos más fuertes se encuentra la Asociación de cabildos del Norte del Cauca ACIN,[13] el Comité de integración del Macizo colombiano CIMA y el Comité de integración del Galeras CIGA.

- Nororiente:[14] Agrupa los procesos sociales del Congreso de los pueblos en los departamentos de Santander y Norte de Santander incluyendo las áreas metropolitanas de Bucaramanga y Cúcuta, su fuerza más importante y representativa la compone el Comité de integración Social del Catatumbo Cisca.[15]

- Antioquia y eje cafetero:[16] Agrupa los procesos sociales del Congreso de los pueblos en los departamentos de: Antioquia (Valle de Aburrá), Caldas y Risaralda, según información oficial de la web, sin embargo en la instalación que se llevó a cabo en el municipio de Cajamarca en el departamento del Tolima en enero de 2016, participaron delegados de los departamentos de Caldas, Risaralda, Quindío y Tolima así como habitantes de la subregión del norte del Valle del Cauca.

- Pacífico:[17] Agrupa los procesos sociales pertenecientes al Congreso de los pueblos en el Chocó y la región occidental de los departamentos de Valle del Cauca, Cauca y Nariño; incluyendo las ciudades de Buenaventura y Tumaco.

- Sur del Cesar y Magdalena medio:[18] Agrupa los procesos sociales del Congreso de los pueblos en los departamentos de Cesar, Santander, Bolívar y Antioquia en la región denominada magdalena medio, entre sus procesos más fuertes está la Federación de Agromineros del sur de Bolívar Fedeagromisbol y la Comisión de interlocución del Sur de Bolívar, Centro y Sur del Cesar.

### Capítulos internacionales
- Nuestra América:[19] El congreso de los pueblos cuenta con apoyos y relaciones internacionales por medio de las Casas de los Pueblos, en la página web del movimiento se nombran a Chile, Ecuador, Argentina y Venezuela, como los países en dónde existe un proceso constante.

- Europa:[20] Dentro de la política  internacional de este movimiento existen importantes acompañamientos también en Europa, especialmente en España, Italia, Francia y Alemania.

### Comisiones de Trabajo
- Equipo dinamizador

- Comisión de formación.
- Comisión de comunicaciones.
- Comisión de derechos humanos.
- Comisión internacional.
- Comisión de administración y economía propia.

## Mandatos
Las propuestas que construye el Congreso de los pueblos se plasman en los llamados mandatos, dentro del ejercicio de la legislación popular y la intención de "mandatar" (propuesta de ejercicio de poder popular), lo que sucede en los territorios. Los mandatos son el derrotero de las propuestas y concretan en gran parte la política de este movimiento, hasta el momento han emitido 7 mandatos:
- 1: Tierras, territorios y soberanía
- 2: Economía para el buen vivir
- 3: Poder para el buen vivir
- 4: Cultura, identidad y ética común
- 5: Vida, justicia y paz
- 6: Derechos humanos y acuerdos incumplidos
- 7: Integración de los pueblos y luchas.

## Relaciones nacionales e internacionales
Dentro de su política de alianzas y relaciones, el Congreso de los Pueblos  hace parte de las siguientes plataformas y movimientos nacionales e internacionales.
- Cumbre agraria campesina étnica y popular.
- Alba de los movimientos
- Mesa Social para la Paz
- Coordinadora minero-energética

Además está relacionado con el movimiento político y social Marcha Patriótica, considerados movimientos hermanos.
Actualmente es miembro activo de la Internacional Progresista.